# Litava
Litava (in ungherese Litva) è un comune della Slovacchia facente parte del distretto di Krupina, nella regione di Banská Bystrica.